# Bogon
Bogon (od ang. bogus – zmyślony, fałszywy) – nieformalna nazwa pakietu o takim adresie źródłowym, który nie powinien istnieć w danej sieci. Przestrzeń adresowa, z której nie powinien przychodzić żaden ruch nazywamy adresową przestrzenią bogonową.

## Podział
W wielu opracowaniach dzieli się bogony na dwie grupy na podstawie adresu źródłowego. Do pierwszej zaliczają się pakiety pochodzące z adresów nieprzydzielonych jeszcze przez IANA lub odpowiedni RIR (np. RIPE). Druga grupa to tzw. pakiety z Marsa, ich adres źródłowy został przydzielony, ale ruch z tego adresu nie powinien pojawić się w danej sieci (np. prywatne adresy IP w samym Internecie).